# معهد تطوير الهيدروكربونات (باكستان)
يقع معهد تطوير الهيدروكربون في باكستان (HDIP) في إسلام أباد ، باكستان . تأسست في عام 1975 من قبل وزارة البترول والموارد الطبيعية .  تعمل عن كثب مع وزارة البترول والموارد الطبيعية . معهد البترول الباكستاني (PIP) تم تأسيسه في عام 1963 لتمثيل جميع قطاعات صناعة النفط والغاز والنفط في باكستان. 